# Molophilus osterhas
Molophilus osterhas är en tvåvingeart som beskrevs av Günther Theischinger 1994. Molophilus osterhas ingår i släktet Molophilus och familjen småharkrankar. Inga underarter finns listade i Catalogue of Life.